# Numero Uno (label)
Pour les articles homonymes, voir Numero Uno.
Numero Uno est un label discographique indépendant italien, anciennement basé à Milan, actif entre 1969 et 1998. Il est fondé en 1969 par un groupe d'auteurs musicaux en rupture  avec le label Dischi Ricordi.

## Histoire
Le label est fondé en 1969 par Mogol, Alessandro Colombini, Lucio Battisti, Franco Daldello et Carlo Donida. Son siège social se situait Galleria del Corso à Milan.
Le premier single Questo folle sentimento/Avevo una bambola de Formula 3, un groupe de rock d'avant-garde nouvellement formé faisant partie des premières recrues du label, sort à la fin de l'été 1969. D'autres groupes musicaux et de artistes comme Edoardo Bennato rejoignent le label.
Par la suite, le label parvient à mettre sous contrat des artistes déjà établis, comme Tony Renis, les Flora Fauna Cemento (it), Giusy Balatresi (it), I Ribelli et l'auteur-compositeur-interprète génois Bruno Lauzi avec titres de Negrini-Facchinetti (Mary oh Mary, Tutto alle tre, Amore caro, amore bello et Il primo e l'ultimo uomo) et de Mogol-Battisti (E penso a te et L'aquila,).
Dans les années 1971-1973, grâce au succès des ventes de Lucio Battisti, Numero Uno lance et valorisé de jeunes talents de la musique italienne, comme la Premiata Forneria Marconi, Adriano Pappalardo, Gianni Morandi, Nicola Di Bari, Eugenio Finardi, I Nuovi Angeli, la Formula 3, Tony Esposito, Le Mele Verdi (it) et Ivan Graziani, ancien guitariste de Battisti.
L'autonomie entrepreneuriale du label cesse à la fin de 1974, lorsqu'il est vendu pour la somme de 400 millions de lires à la RCA Italiana. Le label ne survécut que comme marque continuant à publier la plupart des disques de Lucio Battisti et disparaissant en 1998.